# The Cardigans
The Cardigans (транскр.  Кардиганс) шведски је рок бенд основан 1992. године у Јенћепингу. Издали су шест студијских албума међу којима су хитови попут My Favourite Game, Lovefool и Erase/Rewind.

## Чланови бенда
Садашњи чланови
- Ларс-Олоф Јохансон — клавијатура, клавир, гитара
- Бенгт Лагерберг — бубњеви, перкусије
- Нина Персон — главни вокал, клавијатура
- Магнус Свенингсон — бас, вокал

Бивши чланови
- Петер Свенсон — гитара, вокал

## Дискографија
Студијски албуми
- Emmerdale (1994)
- Life (1995)
- First Band on the Moon (1996)
- Gran Turismo (1998)
- Long Gone Before Daylight (2003)
- Super Extra Gravity (2005)

## Галерија
- Концерт групе, јун 2004. године
- Нина Персон током концерта групе The Cardigans